# Gunungsari (Sukagumiwang)
Gunungsari is een bestuurslaag in het regentschap Indramayu van de provincie West-Java, Indonesië. Gunungsari telt 10.480 inwoners (volkstelling 2010).